# Domonique Simone
Domonique Simone (Valdosta, Georgia; 18 de junio de 1971) es el nombre artístico de una actriz pornográfica estadounidense.